# Абенан
Абенан (фр. Abbenans) насеље је и општина у источној Француској у региону Франш-Конте, у департману Ду која припада префектури Безансон.
По подацима из 2011. године у општини је живело 351 становника, а густина насељености је износила 31,42 становника/km². Општина се простире на површини од 11,17 km². Налази се на средњој надморској висини од 360 метара (максималној 447 m, а минималној 270 m).

## Демографија
| 1962. | 1968. | 1975. | 1982. | 1990. | 1999. | 2011. |
| ----- | ----- | ----- | ----- | ----- | ----- | ----- |
| 331   | 324   | 377   | 403   | 353   | 370   | 351   |

График промене броја становника у току последњих година